# Первая Кошка
Первая Кошка — коса на востоке Камчатке, на северо-восточном берегу Карагинского залива, от которого частично отделяет дельту реки Карага.
Нанесена на карту в 1885 году Ф. К. Геком как мыс Селения, так как во время прибытия сюда экспедиционной шхуны «Сибирь» на косе находились летние жилища рыбаков из посёлка Карага. Позже на картах появилось современное название.

## Топографические карты
- Лист карты O-58-27 Оссора. Масштаб: 1 : 100 000. Состояние местности на 1975 год. Издание 1983 г.
- Лист карты O-58-VIII Оссора. Масштаб: 1 : 200 000. Состояние местности на 1984 год. Издание 1989 г.